# Småbladet fuglemælk
Småbladet fuglemælk er en løgplante med en lav vækst og hvide eller grønstribede blomster. Arten bruges som prydplante i stenbede og under tørre forhold.

## Kendetegn
Småbladet fuglemælk (Ornithogalum oligophyllum) er en løgplante med en lav vækst. Bladene er grundstillede og hele, linjeformede med hel bladrand. Begge bladsider er hårløse og græsgrønne. Blomstringen foregår i marts-april (afhængigt af vejret i perioden). De skålformede blomster sidder 3-5 sammen i en halvskærm, som udgår fra en bladløs stilk. De enkelte blomster har seks blosterblade. Støvdragerne er delvist formet som små blosterblade. Frugterne er kapsler, der indeholder mange frø.
Rodsystemet består af det runde løg, som bærer et trævlet rodnet fra bunden.
Småbladet fuglemælk når en højde og bredde på 25 cm. Planten indeholder gftstoffer 

## Hjemsted
Småbladet fuglemælk hører hjemme på tørre, grusede voksesteder i krat og på græsområder i Kaukasus, Lilleasien og på flere af de græske øer. I den nordvestlige del af Kaukasus finder man højtliggende forkrøblede skove, domineret af birk. Her vokser arten sammen med bl.a. Almindelig blåbær, Almindelig knærod, Almindelig rederod, Almindelig røn, Acer trautvetteri, Anemone caucasica, Betula litwinovii, Fritillaria collina, Fritillaria latifolia, Hedemelbærris, Klokkevintergrøn, Orientalsk bøg, Rhododendron caucasicum, Salix pantosericea, Skovsyre, Tredelt egebregne og Tyttebær,

## Galleri
|  |  |  |